# NGC 956
NGC 956 est un amas ouvert ou peut-être un groupe d'étoiles situé dans la constellation d'Andromède. 
Il a été découvert par l'astronome britannique John Herschel en 1831.
 Selon la classification des amas ouverts de Robert Trumpler, NGC 956 renferme moins de 50 étoiles (lettre p) dont la concentration est faible (IV) et dont les magnitudes se répartissent sur un petit intervalle. 